# Âu Dương Na Na
Âu Dương Na Na (Giản thể: 欧阳娜娜, Phồn thể: 歐陽娜娜, Bính âm: Ōuyáng Nànà, sinh ngày 15 tháng 6 năm 2000 ở tại Đài Bắc, Đài Loan) là một nghệ sĩ cello kiêm diễn viên, người mẫu người Đài Loan, cô hiện đang sinh sống và làm việc ở Trung Quốc Đại lục.

## Giới thiệu
Âu Dương Na Na sinh ra ở trong một gia đình có truyền thống nghệ thuật, bố mẹ là người gốc Đại lục đến từ Giang Tây và Tứ Xuyên. Mẹ cô, Phó Quyên và chị gái, Âu Dương Ni Ni là diễn viên, bố cô, Âu Dương Long là cựu diễn viên, nay ông là một nghị sĩ, đảng viên Quốc dân Đảng, cô ruột, Âu Dương Phi Phi là một ca sĩ, em gái, Âu Dương Đệ Đệ là một người chơi violin. Chính vì vậy mà cô được tiếp xúc với nghệ thuật từ rất sớm, 10 tuổi đã thành thạo cello, 12 tuổi trở thành người trẻ tuổi nhất được biểu diễn tại National Concert Hall của Đài Loan và giành nhiều giải thưởng cấp quốc gia, được mệnh danh là thần đồng cello xứ Đài. Cô có một niềm đam mê mãnh liệt đối với cello, luôn tự tâm niệm mình là một nghệ sĩ của âm nhạc và rất chuyên tâm theo đuổi con đường này. Ngoài ra cô ấy cũng thử sức với rất nhiều lĩnh vực như thời trang, diễn xuất.

## Sự nghiệp
Năm 2012 thì cô giành được một số giải thưởng cấp quốc gia và được biểu diễn tại Phòng hòa nhạc quốc gia Đài Bắc của Đài Loan, trở thành nghệ sĩ độc tấu trẻ tuổi nhất từng diễn tại đây, sau đó bắt đầu sự nghiệp cello của mình.
Năm 2014 đến nay thì Âu Dương Na Na bắt đầu có rất nhiều hoạt động nghệ thuật mà chủ yếu là ở tại nơi cô sinh sống: Trung Quốc.
Năm 2019, cô được tạp chí Forbes bình chọn là 'Nhạc sĩ và diễn viên Đài Loan' nằm trong "Top 30 người trẻ dưới 30 tuổi xuất sắc trong 10 lĩnh vực hàng đầu châu Á".

## Giáo dục
Năm 2013, Na Na trở thành một trong 160 học viên trên toàn thế giới được nhận học bổng toàn phần của Học viện âm nhạc Curtis (Curtis Institute of Music), Hoa Kỳ đồng thời là học viên trẻ nhất của học viện này.
Năm 2015, cô tạm ngừng việc học ở trường và chuyển sang học tại nhà. Vào ngày 14 tháng 6 năm 2018, Na Na quyết tâm trở lại trường học vào tháng 9 và ghi danh vào Trường Cao đẳng Âm nhạc Berklee ở Boston, cùng trường với thần tượng trong âm nhạc của cô, John Mayer.

## Hoạt động tiêu biểu
2014
- 14/2/2014 ra mắt với bộ phim Chuyện Tình Bắc Kinh (Beijing Love Story) hợp tác với Lưu Hạo Nhiên trong vai trò nữ chính Lưu Tinh Dương. Bộ phim đã thu về hơn 400 triệu nhân dân tệ doanh thu phòng vé, mở ra con đường diễn xuất cho Âu Dương Na Na.
- 14/8/2014 cùng mẹ phát hành cuốn sách đầu tiên, mang tên Trở thành chính mình tốt nhất: Âu Dương Na Na mạo hiểm âm nhạc (成为最好的自己：欧阳娜娜的音乐冒险) kể về con đường âm nhạc của mình.
- 18/11/2014, cô kí hợp đồng với Universal Music.

2015
- 5/7/2015 lần đầu tiên diễn tấu ở National Concert Hall của Trung Quốc tại Bắc Kinh.
- 1/8/2015 cùng với Lâm Thanh Hà, Ninh Tịnh, Tạ Na, Triệu Lệ Dĩnh, Thái Thiếu Phân, Cổ Lực Na Trát, Dương Ngọc Dĩnh, Trương Hàm Vận, Chu Nhân tham gia chương trình Thần Tượng Đến Rồi (Up Idol). Đồng thời tham gia thu âm ca khúc chủ đề của chương trình.
- 6/8/2015 ra mắt bộ phim Xé Gió (To The Fore) với vai Trần Ý Kiều cùng với Choi Siwon, Đậu Kiêu, Bành Vu Yến. Bộ phim này đã giúp cho Âu Dương Na Na giành được đề cử Nữ phụ xuất sắc nhất tại Liên hoan phim Macau lần thứ 7.
- 18/12/2015 phát hành album nhạc cổ điển đầu tay 15 gồm 15 ca khúc kinh điển.

2016
- 5/6/2016 giành được giải thưởng Nghệ sĩ âm nhạc phổ biến nhất của HITO.
- 8/6/2016 hợp tác cùng Trần Học Đông trong bộ phim Vâng! Thượng Tiên Sinh (Yes! Mr.Fashion) với vai Lộc Tiểu Quỳ. Đồng thời thu âm ca khúc nhạc phim Mùa Đông Ấm Áp.
- 28/7/2016 tham gia diễn xuất bộ phim Quả Tim Thép (Bleeding Steel) với vai Nancy cùng Thành Long, La Chí Tường và một số diễn viên khác.
- 29/9/2016 giành được giải thưởng Tiên phong nhân khí trong lễ trao giải hàng năm của Phượng Hoàng Thời Thượng.
- 1/10/2016 hợp tác cùng Lưu Đức Hoa, Huỳnh Hiểu Minh trong bộ phim Điệp Vụ Milano (Mission Millano)

2017
- 17/1/2017 cùng với Doãn Chính gia nhập liên minh kịch thần tượng Không Thể Chạm Tới Người Ấy
- 9/4/2017 giành được giải thưởng Thần tượng trẻ tiềm năng của lễ trao giải Phong Vân Bảng
- 2/6/2017 tham gia diễn xuất bộ phim Vụ Tai Nạn Ngọt Ngào (Beautiful Accident) với vai diễn Tinh Tinh. Bộ phim này đã thu về 1,6 triệu USD doanh thu phòng vé.
- 16/6/2017 phát hành album Cello Loves Disney (Mộng Tưởng Luyện Tập Khúc) hợp tác với hãng Disney sản xuất.
- 7/7/2017 tham gia diễn xuất bộ phim Bí Quả (Secret Fruit) - ngoại truyện của tác phẩm "Tai Trái" với vai diễn Vu Trì Tử.
- 19/7/2017 dành được giải thưởng Nữ diễn viên vượt trội của năm từ NetEase Entertainment.
- 15/8/2017 bắt đầu tour diễn quảng bá album Cello Loves Disney (Mộng Tưởng Luyện Tập Khúc) của mình.
- Tháng 11 tham gia show truyền hình Sự Ra Đời Của Diễn Viên do Chiết Giang TV sản xuất.

2018:
- Tháng 2/2018 tham gia show truyền hình Vương Bài Đối Vương Bài mùa thứ ba của Chiết Giang TV với vai trò đặc công cố định.
- 30/3/2018 công bố tham gia bộ phim Đại Chúa Tể (The Great Ruler) với vai Lạc Ly.
- 14/6/2018 tổ chức concert âm nhạc và lễ trưởng thành mừng sinh nhật 18 tuổi, công khai trúng tuyển học viện âm nhạc Berklee.
- 17/8/2018 bắt đầu concert tour 2018 của bản thân.
- Tháng 9/2018 nhập học vào học viện âm nhạc Berklee (Berklee College of Music).

2019
- Tháng 1/2019 tham gia concert mừng năm mới tại Berklee.
- Tháng 1/2019 tham gia các concert mừng năm mới của các trường đại học thuộc khối Ivy League.
- 20/4/2019 tham gia diễn thuyết tại hội nghị Trung Mỹ đại học Wharton.
- 26/4/2019 phát hành M/V To Me.
- 28/4/2019 tổ chức concert kỉ niệm 10 năm ra mắt, thành lập quỹ học bổng cho học viện Berklee (Nana Ou-Yang Scholarship Fund)
- 17 - 31/8/2019 tổ chức concert tour kỉ niệm 10 năm hoạt động âm nhạc.

2020
- Tháng 5/2020, chính thức gia nhập liên minh cố vấn cho show truyền hình Minh Nhật Chi Tử mùa 4.
- 9/6/2020 chính thức phát hành EP NANA I gồm 3 ca khúc đồng sáng tác.

## Hoạt động xã hội
- Năm 2014 dùng tiền bán cuốn sách Nhà có bạn Yoyo Na của mình và mẹ để làm từ thiện.
- Năm 2016 tham gia livestream Vấn Đáp Khiêu Chiến, số tiền thu được tặng cho quỹ của hội phụ nữ Trung Quốc để mua mặt nạ phòng độc bảo vệ các công nhân nữ làm việc trong môi trường độc hại.
- Năm 2017 tổ chức concert âm nhạc từ thiện Believe In Love.
- Năm 2018 cùng các thành viên Vương Bài gia tộc mùa 3 tham gia chiến dịch Trung Quốc màu xanh - Lục thủy thanh sơn trồng cây gây rừng.
- Năm 2019 tổ chức concert gây quỹ học bổng cho các học viên Trung Quốc tại học viện âm nhạc Berklee, thu được 50.000 USD (hơn 1 tỷ VND).
- Năm 2019 tổ chức cafshow Giáng Sinh, dùng toàn bộ tiền vé sung vào quỹ học bổng Nana Ou-Yang Berklee Scholarship Fund.
- Năm 2020 quyên góp 200.000 NDT (khoảng 690 triệu đồng) cho tổ chức Trung Hoa Tư Nguyên để hỗ trợ Vũ Hán chống lại dịch bệnh COVID-19.
- Năm 2020 cùng các bạn du học sinh Trung Quốc tại nước ngoài thu âm ca khúc Ngày Mai Sẽ Tốt Đẹp Hơn để cổ vũ ngành y tế chống lại dịch COVID-19.
- Năm 2020 tham gia thu âm ca khúc công ích Rạng Đông ủng hộ Vũ Hán chống lại dịch bệnh COVID-19.
- Năm 2020 tham gia chương trình tổ chức đám cưới cho các cặp đôi Trung Quốc sau đại dịch COVID-19 với vai trò nghệ sĩ biểu diễn

## Tranh cãi
Vào ngày 21 tháng 3 năm 2019, Âu Dương Na Na nói rằng cô tự hào vì "là người Trung Quốc" và sẽ không bao giờ quên nguồn gốc của mình sau khi bị Đài truyền hình Bắc Kinh kiểm duyệt. Điều này đã gây ra tranh cãi do tình hình căng thẳng bấy giờ liên quan đến quan hệ Trung Quốc - Đài Loan. Người ta nói rằng đó có thể là do lập trường chính trị của cha cô. Na Na nói trên Instagram và Weibo rằng "Tôi tự hào là người Trung Quốc." Cô cũng viết trong một tuyên bố: "Là một du học sinh, tôi thường được hỏi 'Bạn đến từ đâu?' 'Tôi đến từ Trung Quốc'. Đó là câu trả lời của tôi". Cô nói:" Tôi có mối quan hệ tốt với cả cha mẹ và ông bà ngoại của mình từ khi còn nhỏ. Tôi lớn lên nghe tiếng địa phương Tứ Xuyên, và họ nói rằng mọi người không nên quên đi cội nguồn của họ dù họ ở đâu. Tôi tự hào là người Trung Quốc. Tôi sẽ nhớ rằng quê hương của tôi là ở Cát An, Giang Tây. Tôi sẽ không bao giờ quên tôi đã xúc động như thế nào khi nhìn thấy tên mình trên Phả hệ cũ."
Tuyên bố của Na Na trên Weibo mà cô ấy có hơn 14 triệu người theo dõi, đã nhận được sự ủng hộ nhiệt tình từ người hâm mộ của cô ở Trung Quốc. Tuy nhiên, cùng một bài đăng đã làm dấy lên cuộc tranh luận trên Instagram giữa những người dùng từ Đài Loan và Đại lục, những người này tranh cãi liệu cô là người Trung Quốc hay Đài Loan.
 Trang Facebook của cô đã làm dấy lên sự tức giận của một số cư dân mạng Đài Loan, yêu cầu cô 'rời khỏi Đài Loan' và 'bỏ thẻ căn cước, hộ chiếu và quyền chăm sóc sức khoẻ Đài Loan'.
Vào ngày 22 tháng 3 năm 2019, bố của Âu Dương Na Na, ông Âu Dương Long, trả lời truyền thông rằng "từ nền tảng văn hóa và chính trị của tôi, tôi ủng hộ Chính sách Một Trung Quốc và Đồng thuận năm 1992", và ông cảm thấy buồn cho  con gái bị ngược đãi "chỉ đơn giản bằng cách nói hiện trạng", và Dân Tiến Đảng phải chịu trách nhiệm về việc quan hệ xuyên eo biển xấu đi.
Vào tháng 3 năm 2021, cô cùng các nghệ sĩ Hoa ngữ khác, bao gồm cả các nghệ sĩ Đài Loan đang hoạt động tại Trung Quốc, tuyên bố ủng hộ bông từ Tân Cương ở Trung Quốc đại lục, sau khi một số công ty bày tỏ lo ngại về việc vi phạm nhân quyền tại Trại cải tạo Tân Cương.

## Tác phẩm âm nhạc

### Album và EP
| Thời gian | Thời gian | Tên album          | Đơn vị phát hành | Ca khúc | Ghi chú                                                                                                |
| 2015      | 18/12     | 15                 | Universal Music  | Danh sách ca khúc 1. 《Popper: Concert Polonaise Op. 14》 2. 《Mendelssohn: Lied Ohne Worte, Op. 109》 3. 《Ave Maria》 4. 《Popper: Once Upon More Beautiful Days Op. 64 No. 1》 5. 《Squire: Tarantella Op.23》 6. 《Saint-Saens: Allegro Appassionato Op. 43》 7. 《Schubert: Standchen, D957, No. 4》 8. 《Elgar: Salut D'amour, Op. 12》 9. 《Mendelssohn: Auf Flugein Des Gesanges Op. 34, No. 2》 10. 《Cassado: Requirebros》 11. 《Popper: Hungarian Rhapsody, Op. 68》 12. 《Arutiunan: Impromptu》 13. 《Rachmanivov: Vocalise, Op. 34, No. 14》 14. 《Schubert: Ave Maria, D839》 15. 《Fauré: Apres Un Reve, Op. 7, No. 1》 | Album âm nhạc thứ nhất của Âu Dương Na Na, do Giang Thiên Lâm đệm piano                                |
| 2017      | 16/6      | Cello Loves Disney | Universal Music  | Danh sách ca khúc 1. 《I see the Light》(nhạc phim "Tangled") 2. 《Let It Go》(nhạc phim "Frozen") 3. 《Colors of the Wind》(nhạc phim "Pocahontas") 4. 《A Whole New World》(nhạc phim "Aladdin") 5. 《Tale As Old As Time》(nhạc phim "Beauty and the Beast") 6. 《A Dream Is a Wish Your Heart Makes》(nhạc phim "Cinderella") 7. 《For the First Time in Forever》(nhạc phim "Frozen") 8. 《Can You Feel the Love Tonight》(nhạc phim "Lion King") 9. 《A Whole New World》(nhạc phim ""Aladdin"/Mandarin Version) | Album âm nhạc thứ hai của Âu Dương Na Na, gồm các ca khúc Disney kinh điển                             |
| 2020      | 9/6       | NANA I             | Sony Music       | Danh sách ca khúc 1. 《The Best For You》 2. 《Tell Me You Do Too》 3. 《To Be Happy》 | EP do Âu Dương Na Na đồng sáng tác và phát hành với tư cách ca sĩ sáng tác                             |
| 2020      | 6/11      | NANA II            | Sony Music       | Danh sách ca khúc 1. 《Secret Garden》 2. 《Gemini》 3. 《Alike》 | EP tiếng Trung gồm 3 ca khúc tiếp nối EP đầu tay NANA I                                                |
| 2021      | 23/4      | NANA III           | Sony Music       | Danh sách ca khúc 1. 《The Red Tide》 2. 《You just made me cry》 3. 《The Girl》 | EP thứ 3 trong chuỗi tam bộ khúc của Âu Dương Na Na                                                    |
| 2022      | 5/9       | Live Today         | Taihe Music      | Danh sách ca khúc 1. 《Ringtone》(Intro) 2. 《1-4-3》 3. 《Saving》 4. 《One More Day》 5. 《Liar》 6. 《Goodbye》 7. 《Sorry》 8. 《Falling Back To You》 9. 《Bedtime Story》 10. 《Nocturne》(Outro) | Full album đầu tay trong sự nghiệp của Âu Dương Na Na, hầu hết các ca khúc đều do cô tham gia sáng tác |

### Đơn khúc
| Thời gian | Thời gian | Tên ca khúc        | Đơn vị phát hành | Ghi chú |
| 2016      | 8/6       | Sưởi Ấm Mùa Đông   | Universal Music  | Sáng tác: Đường Hán Tiêu - Viết lời: Ngô Bân Ca khúc nhạc phim Vâng! Thượng Tiên Sinh                       |
| 2017      | 25/5      | Mật Ngữ            | Universal Music  | Sáng tác：Lâm Thái Hân - Viết lời: Ngô Bân Song ca cùng Trần Phi Vũ ca khúc nhạc phim Bí Quả                |
| 2018      | 15/6      | Thụ Động           | Universal Music  | Sáng tác: Lâm Thái Hân - Viết lời: Ngô Bân Bài hát mừng sinh nhật và lễ thành niên 18 tuổi                  |
| 2019      | 26/4      | To Me              |                  | Sáng tác: Đậu Tĩnh Đồng - Viết lời: Nguyên Nhược Lam Bài hát dành cho chính mình của tuổi 18                |
| 2020      | 13/2      | Nhất Tâm Nhất Niệm | The Sound Times  | Sáng tác: Lâm Thái Hân - Viết lời: Ngô Bân Ca khúc nhạc phim Đại Chúa Tể                                    |
| 2020      | 1/12      | I Don't Gotta Know |                  | Sáng tác: Rober Ellingson, Balazs Harko, Wyatt Sanders, Gigi Grombacher Ca khúc hợp tác cùng Phạm Thừa Thừa |
| 2021      | 16/7      | Giấu               | Sony Music       | |

## Tác phẩm diễn xuất

### Phim truyền hình
| Thời gian | Thời gian   | Đơn vị phát hành | Tên phim               | Vai diễn     | Nghệ sĩ hợp tác                                                                     | Ghi chú  |
| 2016      | 8/6 - 14/7  | Hồ Nam TV        | Vâng! Thượng Tiên Sinh | Lộc Tiểu Quỳ | Trần Học Đông, Nhậm Ngôn Khải, Bành Tâm Thần, Trương Khả Quân, Uông Đạc             | Nữ chính |
| 2020      | 30/1 - 14/3 | IQIYI            | Đại Chúa Tể            | Lạc Ly       | Vương Nguyên, Từ Hạo, Vương Dịch Đình, Trương Á Kỳ, Lạc Minh Cật, Trương Thành Hàng | Nữ chính |
| 2024      | 28/2 - ?    | WeTV             | Vĩnh An Mộng           | Thẩm Chân    | Từ Chính Khê, Tôn Kiên, Hạ Nam                                                      | Nữ chính |
| TBA       |             | WeTV             | Như Nguyệt             | Mễ Lan       | Cao Vỹ Quang, Winwin                                                                | Nữ chính |

### Phim ngắn
| Thời gian | Thời gian | Tên phim          | Đơn vị phát hành | Ghi chú                                  |
| 2016      | tháng 11  | Có Một Sự Chờ Đợi | Yahoo!           | Hợp tác với Trung tâm Tế bào gốc Tzu Chi |

### Phim điện ảnh
| Năm  | Tên phim             | Tên tiếng Anh      | Vai diễn       | Ghi chú   |
| 2014 | Chuyện Tình Bắc Kinh | Beijing Love Story | Lưu Tinh Dương | vai phụ   |
| 2015 | Xé Gió               | To The Fore        | Trần Ý Kiều    | vai phụ   |
| 2016 | Điệp Vụ Milano       | Mission Milano     | Lạc Gia Hân    | vai phụ   |
| 2017 | Vụ Tai Nạn Ngọt Ngào | Beautiful Accident | Tinh Tinh      | vai phụ   |
| 2017 | Bí Quả               | Secret Fruit       | Vu Trì Tử      | vai chính |
| 2017 | Quả Tim Thép         | Bleeding Steel     | Nancy          | vai chính |
| 2021 | Vũ Động Thiên Địa    | The Opera House    | Xảo Linh       | vai chính |
| 2021 | 1921                 | 1921               | Đào Huyền      |           |

### Lồng tiếng
| Năm  | Tên tác phẩm       | Vai trò | Ghi chú              |
| 2014 | Kẻ Cắp Mặt Trăng   | Edith   | lồng tiếng phổ thông |
| 2014 | Kẻ Cắp Mặt Trăng 2 | Edith   | lồng tiếng phổ thông |

### MV
| Năm  | Tên ca khúc                      | Album            | Ghi chú                                |
| 2013 | Thương                           | Nhạy Cảm         | Âu Dương Na Na là nữ chính MV          |
| 2015 | Popper: Concert Polonaise Op. 14 | 15               | MV thuộc album 15 của Âu Dương Na Na   |
| 2015 | One Day                          | 15               |                                        |
| 2016 | Mảnh Vỡ Tình Yêu                 | ---              | Ca khúc chủ đề Vâng! Thượng Tiên Sinh  |
| 2016 | Một Giây Thời Gian               | ---              | Ca khúc chủ đề Vâng! Thượng Tiên Sinh  |
| 2016 | Bầu Trời Đầy Sao                 | Bầu Trời Đầy Sao | Nữ chính MV Lý Ngọc Tỉ                 |
| 2017 | Tôi Sợ                           | Ái Muội          | ---                                    |
| 2017 | Con Yêu                          | A.I. Ái          | ---                                    |
| 2019 | To Me                            | ---              | MV dành cho tuổi 18 của mình           |
| 2020 | Nhất Quyết Phương Hoa            | OST Đại Chúa Tể  | MV quảng bá bộ phim Đại Chúa Tể        |
| 2020 | Nhất Tâm Nhất Niệm               | OST Đại Chúa Tể  | MV quảng bá bộ phim Đại Chúa Tể        |
| 2020 | Bọn Họ Nói                       | OST Đại Chúa Tể  | MV quảng bá bộ phim Đại Chúa Tể        |
| 2020 | The Best For You                 | NANA I (EP)      | MV ca nhạc thuộc EP NANA I             |
| 2020 | Tell Me You Do Too               | NANA I (EP)      | MV ca nhạc thuộc EP NANA I             |
| 2020 | To Be Happy                      | NANA I (EP)      | MV ca nhạc thuộc EP NANA I             |
| 2023 | 1-4-3                            | Live Today       | MV ca nhạc thuộc full album Live Today |
| 2023 | Liar                             | Live Today       | MV ca nhạc thuộc full album Live Today |
| 2023 | Bedtime Story                    | Live Today       | MV ca nhạc thuộc full album Live Today |

## Đại ngôn
| Thương hiệu                | Ghi chú                                                                         | Ghi chú             |
| CHANDO                     | Đại diện phát ngôn dòng trang điểm của CHANDO                                   | đã hết hạn hợp đồng |
| Semir                      | Đại ngôn, đối tác thời trang với 「XooNooX」                                    | đã hết hạn hợp đồng |
| AUX                        | Người đại diện cấp cao                                                          | đã hết hạn hợp đồng |
| Converse                   | Đại diện phát ngôn khu vực châu Á Thái Bình Dương.                              | đã hết hạn hợp đồng |
| Slek                       | Đại diện phát ngôn thương hiệu                                                  | đã hết hạn hợp đồng |
| Ayipoo                     | Người đại diện của nhãn hàng bàn chải đánh răng Ayipoo                          | đã hết hạn hợp đồng |
| V-GIRL                     | Đại diện phát ngôn của nhãn hàng V-GIRL                                         | đã hết hạn hợp đồng |
| Sachima Từ Phúc Kí         | Đại diện phát ngôn của nhãn hàng Sachima Từ Phúc Kí                             | đã hết hạn hợp đồng |
| Armani Exchange            | Đại diện phát ngôn thương hiệu khu vực Đại Trung Hoa & Châu Á - Thái Bình Dương | đã hết hạn hợp đồng |
| BE-KIND                    | Đại sứ nhãn hàng đồ ăn vặt BE-KIND                                              | đã hết hạn hợp đồng |
| Ubras                      | Đại diện phát ngôn toàn thương hiệu Ubras                                       | đã hết hạn hợp đồng |
| HP Envy                    | Đại diện phát ngôn thương hiệu HP dòng ENVY                                     | đã hết hạn hợp đồng |
| Roger Vivier               | Đại diện phát ngôn toàn thương hiệu Roger Vivier                                | đã hết hạn hợp đồng |
| L'Oréal Paris              | Đại diện phát ngôn thương hiệu LO'réal Paris khu vực Trung Quốc                 | đã hết hạn hợp đồng |
| Taobao                     | Đại diện thời trang cuộc sống                                                   | đã hết hạn hợp đồng |
| So Good                    | Đại diện phát ngôn nhãn hàng kem So Good                                        | đã hết hạn hợp đồng |
| Liby                       | Đại diện phát ngôn nhãn hàng nước giặt Liby                                     | đã hết hạn hợp đồng |
| Guerlain                   | Đại sứ nước hoa của thương hiệu Guerlain                                        | đã hết hạn hợp đồng |
| Deli                       | Đại diện phát ngôn thương hiệu văn phòng phẩm Deli                              | đã hết hạn hợp đồng |
| Louis Vuitton              | Bạn thân thương hiệu Louis Vuitton                                              | đã hết hạn hợp đồng |
| Beddy Bear                 | Đại diện nhãn hàng Beddy Bear                                                   | đã hết hạn hợp đồng |
| Beast                      | Đại diện thương hiệu BEAST                                                      | đã hết hạn hợp đồng |
| Givenchy                   | Đại diện thương hiệu Givenchy                                                   | đã hết hạn hợp đồng |
| MIZONE                     | Đại diện thương hiệu nước uống MIZONE                                           | đã hết hạn hợp đồng |
| NETEASE YOU DAO DICTIONARY | Đại diện cho app từ điển Youdao                                                 | đã hết hạn hợp đồng |
| SEIKO                      | Đại diện thương hiệu khu vực Trung Quốc                                         | đã hết hạn hợp đồng |
| S.Engine                   | Đại diện thương hiệu cà phê S.Engine                                            | đã hết hạn hợp đồng |
| LIPTON                     | Đại diện thương hiệu trà Lipton                                                 | đã hết hạn hợp đồng |
| WOW COLOUR                 | Đại diện thương hiệu WOW COLOUR                                                 | đã hết hạn hợp đồng |
| AAC                        | Đại diện thương hiệu trang sức AAC                                              | đã hết hạn hợp đồng |
| Vatti                      | Đại diện dòng thiết bị Create Mora                                              | đã hết hạn hợp đồng |
| Vaseline                   | Đại diện thương hiệu Vaseline khu vực Trung Quốc                                | đã hết hạn hợp đồng |
| Dr.Martens                 | Đại sứ thương hiệu                                                              | đã hết hạn hợp đồng |
| Salvatore Ferragamo        | Đại diện toàn cầu dòng mắt kính                                                 | đã hết hạn hợp đồng |
| JUDYDOLL                   | Đại diện thương hiệu                                                            | 2021-nay            |
| FilaFusion                 | Đại diện thương hiệu                                                            | 2021-nay            |
| Chaumet                    | Đại sứ trác nghệ Chaumet                                                        | 2021-nay            |
| Louis Vuitton              | Đại sứ thương hiệu Louis Vuitton                                                | 2023-nay            |

## Chương trình truyền hình
| Năm  | Thời gian cụ thể | Tên chương trình                | Ghi chú                                         |
| 2004 | 6/5              | Khang Hy tới rồi                | tập 20 mùa 2                                    |
| 2007 | 8/5              | Khai Vận Giám Định Đoàn         | khách mời tập                                   |
| 2009 | 20/8             | Khang Hy tới rồi                | khách mời tập                                   |
| 2010 | 9/2              | Nhất Đại Nữ Vương               | khách mời tập                                   |
| 2010 | 23/8             | SS Tiểu Yến Chi Dạ              | khách mời tập                                   |
| 2011 | 3/5              | Khang Hy tới rồi                | khách mời tập                                   |
| 2012 | 18/9             | Khang Hy tới rồi                | khách mời tập                                   |
| 2013 | 20/4             | Vạn Tú Trư Vương                | khách mời tập                                   |
| 2013 | 28/5             | Nhất Đại Nữ Vương               | khách mời tập                                   |
| 2013 | 5/6              | SS Tiểu Yến Chi Dạ              | khách mời tập                                   |
| 2013 | 27/8             | Nhất Đại Nữ Vương               | khách mời tập                                   |
| 2014 | 5/1              | TVBS Khán Bản Nhân vật          | khách mời tập                                   |
| 2014 | 8/1              | SS Tiểu Yến Chi Dạ              | khách mời tập                                   |
| 2014 | 9/1              | Nhất Đại Nữ Vương               | khách mời tập                                   |
| 2014 | 14/3             | Thiên Thiên Hướng Thượng        | EP 20140314                                     |
| 2014 | 31/5             | Khoái Lạc Đại Bản Doanh         | EP 20140531                                     |
| 2014 | 30/7             | Khang Hy tới rồi                | khách mời tập                                   |
| 2014 | 6/8              | SS Tiểu Yến Chi Dạ              | khách mời tập                                   |
| 2014 | 12/8             | Nhất Đại Nữ Vương               | khách mời tập                                   |
| 2015 | 1/1              | CityColor                       | khách mời tập                                   |
| 2015 | 23/6             | Nhất Đại Nữ Vương               | khách mời tập                                   |
| 2015 | 1/8 - 24/10      | Thần Tượng Đến Rồi              | thành viên cố định mùa 1                        |
| 2015 | 1/8 - 24/10      | Thần Tượng Của Chúng Ta         | phim tài liệu chương trình "Thần Tượng Đến Rồi" |
| 2015 | 21/8             | Thiên Thiên Hướng Thượng        | EP 20150821                                     |
| 2015 | 27/9             | Đêm Trung Thu đài Hồ Nam 2015   | khách mời biểu diễn                             |
| 2015 | 26/12            | Khoái Lạc Đại Bản Doanh         | EP 20151226                                     |
| 2016 | 8/1              | Thiên Thiên Hướng Thượng        | EP 20160108                                     |
| 2016 | 9/1              | Khoái Lạc Đại Bản Doanh         | EP 20161226                                     |
| 2016 | 8/2              | Xuân Vãn 2016                   | khách mời biểu diễn                             |
| 2016 | 1/4              | Vương Bài Đối Vương Bài         | khách mời tập 10 mùa 1                          |
| 2016 | 24/4             | Minh Tinh Đại Trinh Thám        | tập 4 mùa 1                                     |
| 2016 | 26/5             | Đại Học Sinh Tới Rồi            | khách mời tập                                   |
| 2016 | 9/6              | Đoan Ngọ Kim Khúc Lao           | khách mời tập                                   |
| 2016 | 11/6             | Khoái Lạc Đại Bản Doanh         | EP 20160611                                     |
| 2016 | 15/6             | Phái Đối Chi Vương              | khách mời tập                                   |
| 2016 | 17/6             | Đại Bài Đối Vương Bài           | khách mời tập                                   |
| 2016 | 8/8              | Thần Tượng Hoàn Toàn "Vỡ"       | khách mời tập                                   |
| 2017 | 17/1             | Không Thể Chạm Đến Người Ấy     | tập 1                                           |
| 2017 | 5/2              | Chúng Ta Cùng Khiêu Chiến       | khách mời tập                                   |
| 2017 | 12/2             | Chúng Ta Cùng Khiêu Chiến       | khách mời tập                                   |
| 2017 | 8/7              | Khoái Lạc Đại Bản Doanh         | EP 201707078                                    |
| 2017 | 23/7             | Cartoon Concert 2017            | khách mời tập                                   |
| 2017 | 10/8             | Tiểu Yến Hữu Ước                | khách mời tập                                   |
| 2017 | 27/9             | Xin Nhờ Tủ Quần Áo              | khách mời tập                                   |
| 2017 | 4/10             | Tiệc Ngọt Của Nam Nhân          | khách mời tập                                   |
| 2017 | 11/11            | Sự Ra Đời Của Diễn Viên         | tập 3 mùa 1                                     |
| 2017 | 7/12             | Tiểu Yến Hữu Ước                | khách mời tập                                   |
| 2017 | 9/12             | Khoái Lạc Đại Bản Doanh         | EP 20171209                                     |
| 2017 | 23/12            | Sự Ra Đời Của Diễn Viên         | tập 9 mùa 1                                     |
| 2018 | 1/1              | Sự Ra Đời Của Diễn Viên         | tập 10 mùa 1                                    |
| 2018 | 12/1             | Âm Thanh Của Giấc Mơ            | tập 11 mùa 2                                    |
| 2018 | 2/2 - 14/3       | Vương Bài Đối Vương Bài         | thành viên cố định mùa 3                        |
| 2018 | 8/3              | Phi Thường Tĩnh Cự Ly           |                                                 |
| 2018 | 25/5             | Chạy Nhanh Nào                  | tập 7 mùa 6                                     |
| 2018 | 8/7              | Hương Vị Quen Thuộc             | tập 7 mùa 3                                     |
| 2018 | 20/7             | Chân Tướng Nào! Hoa Hoa Vạn Vật | tập 6 mùa 1                                     |
| 2018 | 27/12            | Tiệm Hoa Của Chị Gái            | thành viên cố định mùa 1                        |
| 2019 | 4/1              | Đại Hội Dìm Hàng                | tập 10 mùa 3                                    |
| 2019 | 5/1              | Vương Bài Đối Vương Bài         | tập 1 mùa 4                                     |
| 2019 | 12/1             | Khuê Nữ Nhà Tôi                 | tập 2 mùa 1                                     |
| 2019 | 19/1             | Tức Khắc Điện Âm                | tập 8 mùa 1                                     |
| 2019 | 17/3             | Tôi Và Người Quản Lý Của Tôi    | thành viên cố định mùa 1                        |
| 2019 | 25/5             | Ban Nhạc Mùa Hè                 | giám khảo cố định mùa 1                         |
| 2019 | 10/7             | Thử Thách Cực Hạn               | show âm nhạc công ích                           |
| 2019 | 3/8              | Các Vị Du Khách Xin Chú Ý       | thành viên cố định mùa 1                        |
| 2019 | 28/9             | Đối Tác Sóng Âm                 | tập 3 mùa 1                                     |
| 2020 | 20/2             | Tiểu Thư Beauty                 | tập 8 mùa 2                                     |
| 2020 | 27/5             | Xin Nhờ Tủ Lạnh                 | tập 5 mùa 6                                     |
| 2020 | 11/7             | Minh Nhật Chi Tử 4              | cố vấn chính thức                               |
| 2020 | 12/9             | Thời Gian Tươi Đẹp              | thành viên cố định                              |
| 2020 | 4/12             | Đối Tác Trào Lưu 2              | thành viên cố định                              |
| 2021 | 2/1              | Khoái Lạc Đại Bản Doanh         | khách mời                                       |
| 2021 | 24/4             | Khoái Lạc Đại Bản Doanh         | khách mời                                       |
| 2021 | 3/7              | Khoái Lạc Đại Bản Doanh         | khách mời                                       |
| 2021 | 23/7             | Hướng Về Cuộc Sống 4            | tập 10 và 11                                    |
| 2021 |                  | Hướng Về Cuộc Sống 5            | tập 14                                          |

## Concert
| Năm  | Chủ đề                                                                                              | Ngày tháng | Địa điểm      |
| 2010 | Nhạc hội từ thiện 10 tuổi                                                                           | 2/5        | Đài Bắc       |
| 2010 | Âu Dương Na Na nhạc hội từ thiện 10 tuổi                                                            | 8/8        | Đài Bắc       |
| 2012 | Âu Dương Na Na concert mừng sinh nhật                                                               | 15/6       | Đài Bắc       |
| 2012 | Nana Ou-Yang 2012 Cello Recital                                                                     | 28/6       | Đài Bắc       |
| 2012 | Nana Ou-Yang 2012 Cello Recital                                                                     | 6/7        | Đài Nam       |
| 2012 | Nana Ou-Yang 2012 Cello Recital                                                                     | 8/7        | Đài Trung     |
| 2013 | Âu Dương Na Na V.S dàn nhạc trẻ Đài Bắc Concert hợp tấu                                             | 3/2        | Tân Bắc       |
| 2013 | Concert cello Âu Dương Na Na 2013                                                                   | 15/6       | Đài Bắc       |
| 2013 | Hòa tấu Cello & Piano                                                                               | 7/6        | Chương Hóa    |
| 2013 | Hòa tấu Cello & Piano                                                                               | 13/6       | Đài Bắc       |
| 2013 | Plus+Ca Ca Muội Muội MZ                                                                             | 8/6        | Đài Trung     |
| 2013 | Plus+Ca Ca Muội Muội MZ                                                                             | 15/6       | Đài Bắc       |
| 2013 | Plus+Ca Ca Muội Muội MZ                                                                             | 5/7        | Cao Hùng      |
| 2013 | Plus+Ca Ca Muội Muội MZ                                                                             | 13/7       | Hoa Liên      |
| 2013 | Âu Dương Na Na V.S dàn nhạc trẻ Đài Bắc                                                             | 2/8        | Đài Bắc       |
| 2013 | Âu Dương Na Na Forever Love Concert                                                                 | 29/12      | Hoa Liên      |
| 2014 | Âu Dương Na Na Forever Love Concert                                                                 | 4/1        | Đài Bắc       |
| 2014 | Tour diễn cello 2014 của Âu Dương Na Na                                                             | 15/6       | Đài Bắc       |
| 2014 | Concert Bohemia: Âu Dương Na Na V.S Dàn nhạc Giao hưởng Thanh niên KSO Concert hợp tấu              | 13/7       | Cao Hùng      |
| 2014 | Tour concert Âu Dương Na Na plus Ca Ca Muội Muội                                                    | 22/8       | Đài Trung     |
| 2014 | Tour concert Âu Dương Na Na plus Ca Ca Muội Muội                                                    | 23/8       | Cao Hùng      |
| 2014 | Tour concert Âu Dương Na Na plus Ca Ca Muội Muội                                                    | 26/8       | Đài Bắc       |
| 2014 | Hòa nhạc mừng năm mới v.s dàn nhạc thành phố Kanazawa                                               | 31/12      | Ishikawa      |
| 2015 | Concert solo cello                                                                                  | 21/3       | San Francisco |
| 2015 | Concert solo cello                                                                                  | 29/3       | Pennsylvania  |
| 2015 | Concert solo cello                                                                                  | 11/4       | New Jersey    |
| 2015 | Phong hoa tuyệt đại Hướng thế hệ sau chào đón                                                       | 9/6        | Đài Bắc       |
| 2015 | Concert mừng sinh nhật 15 tuổi                                                                      | 15/6       | Đài Bắc       |
| 2015 | Concert mừng kỉ niệm Kỉ niệm 18 năm thành lập đoàn thanh niên Macau                                 | 29/6       | Macau         |
| 2015 | Only & Nana tour solo cello concert                                                                 | 2/7        | Thượng Hải    |
| 2015 | Only & Nana tour solo cello concert                                                                 | 4/7        | Thâm Quyến    |
| 2015 | Only & Nana tour solo cello concert                                                                 | 5/7        | Bắc Kinh      |
| 2015 | Tour solo cello concert                                                                             | 19/8       | Đài Bắc       |
| 2015 | Tour solo cello concert                                                                             | 21/8       | Đài Trung     |
| 2015 | Tour solo cello concert                                                                             | 22/8       | Cao Hùng      |
| 2016 | Cello concert tour mừng sinh nhật Du hành địa cầu tour diễn châu Á                                  | 15/6       | Đài Bắc       |
| 2016 | Cello concert tour mừng sinh nhật Du hành địa cầu tour diễn châu Á                                  | 16/6       | Đài Trung     |
| 2016 | Cello concert tour mừng sinh nhật Du hành địa cầu tour diễn châu Á                                  | 18/6       | Bắc Kinh      |
| 2016 | Cello concert tour mừng sinh nhật Du hành địa cầu tour diễn châu Á                                  | 19/6       | Lan Châu      |
| 2016 | Cello concert tour mừng sinh nhật Du hành địa cầu tour diễn châu Á                                  | 21/6       | Trùng Khánh   |
| 2016 | Cello concert tour mừng sinh nhật Du hành địa cầu tour diễn châu Á                                  | 22/6       | Thành Đô      |
| 2016 | Cello concert tour mừng sinh nhật Du hành địa cầu tour diễn châu Á                                  | 23/6       | Thâm Quyến    |
| 2016 | Cello concert tour mừng sinh nhật Du hành địa cầu tour diễn châu Á                                  | 25/6       | Cao Hùng      |
| 2016 | Cello concert tour mừng sinh nhật Du hành địa cầu tour diễn châu Á                                  | 29/6       | Tokyo         |
| 2017 | Believe In Love concert từ thiện 2017                                                               | 14/2       | Đài Bắc       |
| 2017 | Concert sinh nhật 17 tuổi                                                                           | 15/6       | Đài Bắc       |
| 2017 | 2017 Âu Dương Na Na Mộng Tưởng Luyện Tập Khúc cello concert tour                                    | 6/8        | Đài Trung     |
| 2017 | 2017 Âu Dương Na Na Mộng Tưởng Luyện Tập Khúc cello concert tour                                    | 13/8       | Cao Hùng      |
| 2017 | 2017 Âu Dương Na Na Mộng Tưởng Luyện Tập Khúc cello concert tour                                    | 15/8       | Bắc Kinh      |
| 2017 | 2017 Âu Dương Na Na Mộng Tưởng Luyện Tập Khúc cello concert tour                                    | 17/8       | Tô Châu       |
| 2017 | 2017 Âu Dương Na Na Mộng Tưởng Luyện Tập Khúc cello concert tour                                    | 18/8       | Nam Kinh      |
| 2017 | 2017 Âu Dương Na Na Mộng Tưởng Luyện Tập Khúc cello concert tour                                    | 19/8       | Côn Sơn       |
| 2017 | 2017 Âu Dương Na Na Mộng Tưởng Luyện Tập Khúc cello concert tour                                    | 20/8       | Hàng Châu     |
| 2017 | 2017 Âu Dương Na Na Mộng Tưởng Luyện Tập Khúc cello concert tour                                    | 1/9        | Trùng Khánh   |
| 2017 | 2017 Âu Dương Na Na Mộng Tưởng Luyện Tập Khúc cello concert tour                                    | 2/9        | Trường Sa     |
| 2017 | 2017 Âu Dương Na Na Mộng Tưởng Luyện Tập Khúc cello concert tour                                    | 3/9        | Vũ Hán        |
| 2017 | 2017 Âu Dương Na Na Mộng Tưởng Luyện Tập Khúc cello concert tour                                    | 6/9        | Phúc Châu     |
| 2017 | 2017 Âu Dương Na Na Mộng Tưởng Luyện Tập Khúc cello concert tour                                    | 7/9        | Quảng Châu    |
| 2017 | 2017 Âu Dương Na Na Mộng Tưởng Luyện Tập Khúc cello concert tour                                    | 8/9        | Thâm Quyến    |
| 2017 | 2017 Âu Dương Na Na Mộng Tưởng Luyện Tập Khúc cello concert tour                                    | 10/9       | Thanh Đảo     |
| 2018 | Concert mừng sinh nhật 18 tuổi - lễ thành niên Âu Dương Na Na                                       | 14/6       | Bắc Kinh      |
| 2018 | 2018 Âu Dương Na Na cello concert tour                                                              | `16/6      | Đài Bắc       |
| 2018 | 2018 Âu Dương Na Na cello concert tour trưởng thành                                                 | 17/8       | Trùng Khánh   |
| 2018 | 2018 Âu Dương Na Na cello concert tour trưởng thành                                                 | 18/8       | Thành Đô      |
| 2018 | 2018 Âu Dương Na Na cello concert tour trưởng thành                                                 | 20/8       | Hàng Châu     |
| 2018 | 2018 Âu Dương Na Na cello concert tour trưởng thành                                                 | 21/8       | Nam Kinh      |
| 2018 | 2018 Âu Dương Na Na cello concert tour trưởng thành                                                 | 22/8       | Hạ Môn        |
| 2018 | 2018 Âu Dương Na Na cello concert tour trưởng thành                                                 | 26/8       | Thâm Quyến    |
| 2018 | 2018 Âu Dương Na Na cello concert tour trưởng thành                                                 | 28/8       | Quảng Châu    |
| 2018 | 2018 Âu Dương Na Na cello concert tour trưởng thành                                                 | 30/8       | Thiên Tân     |
| 2018 | 2018 Âu Dương Na Na cello concert tour trưởng thành                                                 | 31/8       | Bắc Kinh      |
| 2019 | Làm khách mời tại concert của Damien Rice                                                           | 23/1       | Boston        |
| 2019 | Concert mừng năm mới Berklee                                                                        | 6/2        | Boston        |
| 2019 | New Year Festival in Boston                                                                         | 10/2       | Boston        |
| 2019 | Concert kỉ niệm 10 năm ra mắt - gây quỹ học bổng tại Berklee                                        | 28/4       | Boston        |
| 2019 | Concert sinh nhật 19 tuổi - The Dream Is Real                                                       | 15/6       | Bắc Kinh      |
| 2019 | Tour concert kỉ niệm 10 năm Âu Dương Na Na                                                          | 17/8       | Nam Kinh      |
| 2019 | Tour concert kỉ niệm 10 năm Âu Dương Na Na                                                          | 24/8       | Thượng Hải    |
| 2019 | Tour concert kỉ niệm 10 năm Âu Dương Na Na                                                          | 29/8       | Vũ Hán        |
| 2019 | Tour concert kỉ niệm 10 năm Âu Dương Na Na                                                          | 31/8       | Thành Đô      |
| 2020 | Concert sinh nhật 20 tuổi - EARTH 20                                                                | 14/6       | Thượng Hải    |
| 2020 | Concert kỉ niệm 20 năm thành lập dàn nhạc AiYue nằm trong khuôn khổ lễ hội âm nhạc quốc tế Bắc Kinh | 20/10      | Bắc Kinh      |
| 2023 | Nhạc hội Stardust: Dàn nhạc XSO x Âu Dương Na Na                                                    | 3/6        | Tây An        |

## Sách
| Thời gian | Thời gian | Tác phẩm                                                                      | Tác giả                                   |
| 2006      | 1/8       | Mỹ Lực Người Bạn Nhỏ (tạm dịch)                                               | Phó Quyên, Âu Dương Ni Ni, Âu Dương Na Na |
| 2010      | 29/7      | Nhà có Yoyo Na: Mạo hiểm âm nhạc của Âu Dương Na Na (tạm dịch)                | Phó Quyên, Âu Dương Na Na                 |
| 2014      | 1/8       | Trở thành chính mình tốt nhất: Mạo hiểm âm nhạc của Âu Dương Na Na (tạm dịch) | Phó Quyên, Âu Dương Na Na                 |
| 2018      | 19/6      | I AM NANA                                                                     | Âu Dương Na Na                            |
| 2018      | 1/7       | 18                                                                            | Âu Dương Na Na                            |

## Giải thưởng
| Thời gian | Giải thưởng                     | Lễ trao giải                                | Kết quả   |
| 2015      | Nữ phụ xuất sắc nhất            | Liên hoan phim Macau lần thứ 7              | Đề cử     |
| 2016      | Thần tượng thanh xuân           | COSMO mĩ lệ niên độ thịnh điển              | Đoạt giải |
| 2016      | Nhân khí iQIYI                  | HITO âm nhạc thịnh hành                     | Đoạt giải |
| 2016      | Tiên phong nhân khí             | Phượng Hoàng Thời Thượng niên độ thịnh điển | Đoạt giải |
| 2017      | Nữ minh tinh nhân khí           | Weibo Thời Thượng Thịnh Điển                | Đoạt giải |
| 2017      | Nữ diễn viên mới xuất sắc nhất  | NetEase Entertainment Awards                | Đoạt giải |
| 2017      | Thần tượng trẻ tiềm năng        | Phong Vân Bảng lần thứ 17                   | Đoạt giải |
| 2017      | Nghệ sĩ mới được yêu thích nhất | Bảng xếp hạng MTV Hoa ngữ Toàn cầu          | Đoạt giải |
| 2019      | IP tống nghệ của năm            | Đêm Gào Thét iQIYI                          | Đoạt giải |
| 2019      | Ca sĩ live của năm              | Đêm Gào Thét iQIYI                          | Đoạt giải |